# Dejan Stojiljković
Dejan Stojiljković (Niš, 1976) srpski je književnik, filmski i strip-scenarista.
Autor je romana Konstantinovo raskršće sа kojim je ušao u najjuži izbor za NIN-ovu nagradu i dobio nagrade Miloš Crnjanski i Svetosavski pečat. Objavio je takođe i romane Duge noći i crne zastave, Znamenje anđela, Kainov ožiljak (u četiri ruke, sa Vladimirom Kecmanovićem) i Olujni bedem, kao i prozne zbirke Leva strana druma, Low Life i Kišni psi. Zajedno sa Vladimirom Kecmanovićem i Draganom Paunovićem autor je ilustrovane trilogije o Nemanjićima, koju čine knjige U ime oca, Dva orla i U ime sina. Autor je više dramskih tekstova i strip-scenarija. Jedan je od scenarista serije Senke nad Balkanom, u režiji Dragana Bjelogrlića.

## Biografija
Rođen je u u radničkoj porodici.
Završio je osnovnu školu "Dobrosav Jovanović Stanko" i elektrotehničku školu "Mija Stanimirović", zatim je upisao Pravni fakultet Univerziteta u Nišu. Učestvovao je, kao pripadnik obezbeđenja studentskog protesta, u protestima 1996/97, a zatim postao član redakcije fakultetskog lista "Pravnik" gde je objavio svoje prve tekstove. 2004. godine, postao je glavni i odgovorni urednik akademskog lista "Pressing", na tom mestu ostao je do 2009. godine.
Vojni rok odslužio je kao pripadnik Prištinskog korpusa Vojske Srbije i Crne gore, u 243. mehanizovanoj brigadi, 2003. godine, prvo u Leskovcu a zatim u Vranju i Kopnenoj zoni bezbednosti.
Na književnu scenu stupio je zbirkom priča Leva strana druma (SKC Niš, 2007, Medivest Niš 2010, IP Laguna, Beograd 2018), nedugo zatim objavio je zbirku priča inspirisanih mitovima i legendama rokenrola pod nazivom Low Life (NKC, 2008, edicija „Tragači“, Medivest Niš 2013) i istorijski roman Konstantinovo raskršće (IP Laguna, Beograd,2009), koji je postao bestseler i prodat u više od 80.000 primeraka, a do sada je preveden na ruski, makedonski, slovački, francuski i engleski. U martu 2012. objavio je roman Duge noći i crne zastave (IP Laguna, Beograd) a u oktobru 2013. istorijski roman Znamenje anđela (IP Laguna, Beograd) a u oktobru 2014. roman o Ivi Andriću Kainov ožiljak (IP Laguna, Beograd) koji je napisao u četiri ruke zajedno sa Vladimirom Kecmanovićem. Juna 2018. objavio je Olujni bedem (IP Laguna, Beograd) roman koji je direktan nastavak romana Duge noći i crne zastave, a nakon njega i treći deo planiranog petoknjižja koji je izašao jula 2020. pod naslovom Dukat za Lađara (IP Laguna, Beograd).
Stojiljković je takođe autor dve zbirke priča koje su postale bestseleri i doprinele promeni odnosa domaće čitalačke publike prema kraćim formama Kišni psi (IP Laguna, 2015) i Neonski bluz (2020). 
Autor je nekoliko strip scenarija među kojima i strip-adaptacije romana Konstantinovo raskršće gde je sarađivao sa crtačima Draganom Paunovićem i Aleksom Gajićem u prva dva, i Nenadom Cvitičaninom, MIjatom MIjatovićem i Sinišom Radovićem u trećem delu.. Takođe je scenarista strip-adaptacije romana Duge noći i crne zastave čiji prvi album je objavljen od strane izdavačke kuće System Comics i nosi naslov Poslanstvo ognja. Na albumu su zajednički radili Aleksa Gajić, Tiberiu Beka, Ivan Stojković i Ivica Sretenović. U pripremi je drugi tom pod naslovom Đavolji sanovnik koji crta Nenad Cvitičanin.
Dramski program Radio Beograda adaptirao je njegovu novelu Lopuže poput nas u radio-dramu koja je premijerno izvedena novembra 2008. kao pripovetku Crv sumnje ili Durlanski masakr kratežom, obe priče su iz zbirke Leva strana druma.
Prvi je laureat nagrade za strip teoriju Nikola Mitrović Kokan.
Bio je redovan saradnik internet magazina za popularnu kulturu PopBoks a pisao je i piše za Politiku, Urban Bug, Večernje novosti, Nacionalnu reviju Srbija, Nedeljnik, Blic, Vodič za život...
Idejni je tvorac i jedan od osnivača Treš festa, festivala andergraund književnosti koji se u kratkom periodu održavao u Nišu. Festival je ugašen nakon nekoliko izdanja.
Od 2012. je ekskluzivni autor izdavačke kuće „Blooming Twig Books“ iz Nju Jorka.
Od 2012. do 2021. godine bio je urednik za prozu u časopisu Gradina
Od 2014. godine, Stojiljković je angažovan kao filmski i televizijski scenarista, gde potpisuje sve tri sezone serije Sanke nad Balkanom, drugu sezonu serije Žigosani u reketu, dokumentarno-istorijsku seriju Istorija Niša, kao i film i tv seriju Toma.
Redovni je saradnik internet servisa za čitanje elektronskih knjiga Bookmate gde je objavio niz zapaženih proznih ostvarenja, od pripovetki, preko novela, do literarnih serijala u epizodama.
Član je književne grupe P-70, Udruženja stripskih umetnika Srbije, Udruženja pisaca trilera i Srpskog književnog društva.
Redovni je saradnik magazina Nedeljnik i regionalnog portala Velike priče.
Proza mu je prevođena na ruski, engleski, grčki, slovački, makedonski, slovenački, turski, kineski, arapski i francuski.
Jedan je od najčitanijih savremenih srpskih pisaca sa tiražima knjiga od skoro pola miliona primeraka
Početkom 2020. godine, počela je sa radom zvanična internet strana autora na adresi www.dejanstojiljkovic.rs.
Živi i radi u Nišu.

## Nagrade
- Prva nagrada na konkursu Ulaznica 2002 za priču Leva strana druma.
- Nagrada Nikola Mitrović Kokan za strip teoriju.
- Nagrada Miloš Crnjanski za roman Konstantinovo raskršće.
- Nagrada Svetosavski pečat za roman Konstantinovo raskršće.
- Zlatni hit-liber RTS-a za roman Konstantinovo raskršće.
- Zlatni hit-liber RTS-a za roman Duge noći i crne zastave.
- Zlatni hit-liber RTS-a za roman Kainov ožiljak.
- Nagrada 11. januar, najviše priznanje grada Niša.
- Nagrada Vitez srpske književnosti za knjigu Nemanjići 1: U ime oca.
- Nagrada Dositejevo pero za knjigu Nemanjići 2: Dva orla.
- Nagrada Kapetan Miša Anastasijević za književno i umetničko stvaralaštvo.
- Plaketa Udruženja veterana 63. padobranske brigade za izuzetan doprinos i pomoć afirmaciji rada Udruženja.
- Povelja 63. padobranskog bataljona Vojske Srbije za izuzetan doprinos i saradnju povodom Dana vojnih padobranaca.
- Andrićeva nagrada za zbirku pripovedaka Neonski bluz.

## Dela

### Romani
- Konstantinovo raskršće (IP Laguna, Beograd, 2009) - istorijski roman.
- Duge noći i crne zastave (IP Laguna, Beograd, 2012) - istorijski roman.
- Znamenje anđela (IP Laguna, Beograd, 2013) - istorijski roman.
- Kainov ožiljak sa Vladimirom Kecmanovićem (IP Laguna, Beograd, 2014) - istorijski roman.
- Olujni bedem (IP Laguna, Beograd, 2017) - istorijski roman.
- Dukat za Lađara (IP Laguna, Beograd, 2020) - istorijski roman.
- Zvezda nad prazninom (IP Laguna, Beograd, 2023)[12]
- Serafim (IP Laguna, Beograd, 2024), istorijski triler.
- Dorćolski rekvijem (IP Laguna, Beograd, 2025), istorijski triler.

### Prozne zbirke
- Leva strana druma (SKC Niš, 2007, Medivest Niš 2010, 2013) - zbirka urbane proze.
- (NKC, 2008, edicija „Tragači“, Medivest Niš 2013) - zbirka priča inspirisana mitovima i legendama rokenrola.
- (IP Laguna, Beograd, 2015, edicija „Meridijan“) - zbirka priča.
- Neonski bluz (IP Laguna, 2020) - zbirka priča.

### Drame i pozorišne predstave
- Bluz autobuske stanice (Neobjavljeno, 2008)
- Konstantin (Koprodukcija Narodnog pozorišta u Nišu i Narodnog pozorišta u Beogradu, režija Jug Radivojević, sezona 2012/2013) - istorijska drama.
- Kalčina kafana (Neobjavljeno, 2013)
- Durlanski masakr kratežom (Monodrama, 2014), u glavnoj ulozi Marjan Todorović Maksa, premijera održana 6. juna 2014. u Narodnom pozorištu u Nišu, privatna produkcija.
- Bilo jednom na Paliluli (Objavljeno u časopisu Gradina 60-61, 2014)
- Kainov ožiljak (Šabačko pozorište, sezona 2014/2015. Prema istoimenom romanu, dramatizacija Spasoje Ž. Milovanović, režija Jug Radivojević)
- Duge noći i crne zastave (Koprodukcija: Kulturni centar Smederevo, Šabačko pozorište, Narodno pozorište u Nišu, sezona 2014/2015. Prema istoimenom romanu, dramatizacija Ivan Velisavljević i Dejan Stojiljković, režija Ivan Vuković)
- Vetar i zastave (monodrama o Tanasku Rajiću), 2022. Produkcija: Gradsko pozorište Čačak. Režija: Milan Milosavljević.

### Antologije i grupne zbirke
- Ugriz strasti (Lazar Komarčić, Beograd, 2007) - priče erotske fantastike, pripovetka Toplesi i tange.
- Beli šum (Paladin, Beograd, 2008) - antologija priča o televiziji, pripovetka Druga strana ponoći.
- Ovako je počelo (IP Laguna, Beograd, 2011) - antologija priča o Grčkoj, pripovetka Kišni psi.
- Tajanstveni putnik (NKC Niš, edicija Zlatni jug, 2012) - knjiga brzih priča pisaca iz južne Srbije, pripovetka Čuvar prelaza.
- Zemaljski dugovi (IP Laguna, Beograd, 2012) - antologija priča o Ivi Andriću, pripovetka Mrtve stvari.
- Ovako je počelo (Konidari, Atina, 2013) - pripovetka Kišni psi (na grčkom).
- Gavrilov princip (IP Laguna, Beograd, 2014) - 14 priča o Sarajevskom atentatu, pripovetka Pucanj.
- Nova srpska pripovetka (Paladin, Beograd, 2014) pripovetka Druga strana ponoći.
- Crowdsourcing Immortality (Bluming Tvig Buks, Njujork, 2015) odlomak iz romana Znamenje anđela (na engleskom).
- Priče o Kosovu (IP Laguna, Beograd, 2016) - antologija priča o Kosovu, pripovetka Nema hrabrosti.
- Orlovi ponovo lete (IP Laguna, Beograd, 2016) - nove priče o magarećim godinama (inspirisane Brankom Ćopićem), pripovetka Kraj detinjstva.
- Pre vremena čuda (IP Laguna, Beograd, 2020) - antologija priča o Borislavu Pekiću, pripovetka Će pušimo cigare.
- Belgrade Noir (Akashic Books, Njujork, 2020) - antologija noar priča smeštenih u Beograd, pripovetka Neonski bluz.
- Nadzemlje onostranog (Solaris, Novi Sad, 2024) - antologija srpske fantastike. Priređivač prof. dr Sava Damjanov. Pripovetka D'artanjanova smrt.
- Drvo - priče o pjesmama (Naklada Ljevak, Zagreb, 2024) - antologija priča po pesmama Zlatana Stipišića Gibonnija. Priređivač Đorđe Matić. Pripovetka Kiša.

### Scenariji za TV serije i filmove
- Senke nad Balkanom, TV serija u produkciji RTS i Cobra filma, kreator i reditelj Dragan Bjelogrlić. Koscenarista 10 epizoda (sa Vladimirom Kecmanovićem i Danicom Pajović).
- Senke nad Balkanom 2, TV serija u produkciji Direct medije i Cobra filma, kreator i reditelj Dragan Bjelogrlić. Koscenarista 10 epizoda (sa Vladimirom Kecmanovićem i Bobanom Jevtićem).
- Žigosani u reketu, TV serija u produkciji Direct media i Cobra filma, kreator i reditelj Dragan Bjelogrlić. Koscenarista u drugoj sezoni.
- Toma, film i serija o Tomi Zdravkoviću, saradnik na scenariju.
- Feliks, TV serija u  produkciji Firefly.
- Čuvari formule, film u produkciju Uniter Media i Cobra film, saradnik na scenariju.
- Konstantinovo raskršće, TV serija u  produkciji Firefly i MTS, koscenarista.

### Ostalo
- Konstantin Veliki - Legenda i stvarnost sa Nebojšom Ozimićem i Zoranom Simonovićem („Medivest“, Niš, 2010) - dvojezična monografija.
- Živi pokojnik, sa Vesnom Marjanović („Službeni glasnik“, Beograd, edicija „Srbija i komentari“, 2012) - novela „Upitaj mrak“.
- Konstantin: trijumf hrišćanstva prof. dr Radivoj Radić („DanGraf“, Beograd, 2013) - pisac pogovora.
- Velike srpske bitke (Vukotić Media, Beograd, 2014) - zbirka književno-istorijskih eseja.
- Srpski vojnik (Vukotić Media, Beograd, 2015) - zbirka književno-istorijskih eseja.
- Vidovdan - Sudnji dan (Vukotić Media, Beograd, 2017) - zbirka književno-istorijskih eseja.
- Mustafa Golubić: Ljubavnik, obućar, ratnik, špijun (Nedeljnik, 2020) - publicistika.
- Kula (Bookmate, London-Moskva, 2020) - literarni serijal u 10 epizoda.
- Tesla, pesnik nauke (Nedeljnik, 2021) - publicistika.
- Dorćolski rekvijem (Bookmate, London-Moskva, 2021) - literarni serijal u 12 epizoda.
- Projdi vilo (Bookmate, London-Moskva, 2022) - literarni serijal u 12 epizoda.
- Tesla: Pesnik nauke - prošireno i dopunjeno izdanje (Medivest, Niš, 2023) - publicistika.
- Konstantin Veliki: Lučonoša nade (Medivest, Niš, 2024) - publicistika.

### Trilogija o Stefanu Nemanji
- Nemanjići 1: U ime oca sa Vladimirom Kecmanovićem (IP Laguna, Beograd, 2016) - istorijska proza (Ilustrovao: Dragan Paunović).
- Nemanjići 2: Dva orla sa Vladimirom Kecmanovićem (IP Laguna, Beograd, 2016) - istorijska proza (Ilustrovao: Dragan Paunović).
- Nemanjići 3: U ime sina sa Vladimirom Kecmanovićem (IP Laguna, Beograd, 2017) - istorijska proza (Ilustrovao: Dragan Paunović).

### Strip
- Kiselo & Slatko („Mono & Manjana“, Beograd, edicija „Putevi“, 2011) - ogledi o stripu
- Konstantinovo raskršće: Kraljevstvo krvi („Sistem Komiks“, Beograd, 2012) - grafički roman (crtež: Dragan Paunović)
- Konstantinovo raskršće: Nasleđe predaka („Sistem Komiks“, Beograd, 2013) - grafički roman (crtež: Dragan Paunović i Aleksa Gajić).
- Konstantinovo raskršće: Nebo iznad Niša („Sistem Komiks“, Beograd, 2019) - grafički roman (crtež: Dragan Paunović, Siniša Radović, Nenad Cvitičanin, Mijat Mijatović, Aleksa Gajić).
- Duge noći i crne zastave: Poslanstvo ognja („Sistem Komiks“, Beograd, 2018) - grafički roman (crtež: Aleksa Gajić, Tiberiu Beka, Ivan Stojković, Ivica Sretenović)
- Duge noći i crne zastave: Đavolji sanovnik („Sistem Komiks“, Beograd, 2022) - grafički roman (crtež: Aleksa Gajić, Nenad Cvitičanin)
- Konstantinovo raskršće - integralna verzija („Sistem Komiks“, IP Laguna, Beograd, 2024) - grafički roman (crtež: Dragan Paunović, Siniša Radović, Nenad Cvitičanin, Mijat Mijatović, Aleksa Gajić).

### Prevodi
- Меч Константина, Azbooka, Sankt Petersburg, 2010.
- Крстопатот на Константин, Kultura, Skoplje, 2011.
- Constantine's Crossing, Blooming Twig Books, New York, 2014.
- La Fame, zbirka priča na italijanskom, Niš, 2016. (Medivest, Niš, 2017)
- Konštantinovo Razcestie, ESA, Bratislava, 2017.

## Spoljašnje veze
- Zvanični sajt romana Konstantinovo raskršće
- Zvaničan sajt romana Duge noći i crne zastave
- Odlomci iz romana Konstantinovo raskršće[мртва веза]
- Intervju za sajt B92
- Intervju za Ilustrovanu politiku
- Intervju za sajt Književnost Архивирано на веб-сајту  (16. јул 2009)
- Prikaz knjige Leva strana druma na sajtu PopBoks
- Pripovetka Preko vode, do golih brda na sajtu Art-Anima
- Pripovetka Preboleti Mančester na sajtu PopBoks
- Živim punim plućima („Politika“, 12. decembar 2010)
- Vest o grafičkom romanu Konstantinovo raskršće
- „Zemaljski dugovi“ – antologija priča o Ivi Andriću, uskoro u prodaji
- „Lagunina“ antologija „Ovako je počelo“ na grčkom
- Dejan Stojiljković piše dramu o Konstantinu
- "Durlanski masakr kratežom" premijerno 6. juna
- Prikaz romana Kainov ožiljak na sajtu izdavača
- “Gradina” predstavlja drame niških pisaca
- Odlomak iz romana „Znamenje anđela“ u američkoj antologiji „Crowdsourcing Immortality“
- Dobrica je bolje prošao kod Basare, nego Basara kod mene („Politika“, 23. jul 2015)